# Макраша
Макраша — деревня в Дальнеконстантиновском районе Нижегородской области. Входит в состав Малопицкого сельсовета.

## География
Располагается у истока реки Пакаша в 10 км от Дальнего Константинова и в 68 км от Нижнего Новгорода.

## История
В «Списке населенных мест» Нижегородской губернии по данным за 1859 год значится как владельческая деревня при речке Краче в 69 верстах от Нижнего Новгорода. В деревне насчитывалось 122 двора и проживало 697 человек (290 мужчин и 407 женщин). В национальном составе населения преобладали терюхане.
По состоянию на 1884 год в деревне функционировали два дёгтярных завода.

## Население
| 2002 | 2010 |
| ---- | ---- |
| 18   | ↘4   |

Национальный состав
Согласно результатам переписи 2002 года, в национальной структуре населения русские составляли  94% из 18 человек.